# پکستون (کالیفرنیا)
پکستون (به انگلیسی: Paxton) یک منطقهٔ مسکونی در ایالات متحده آمریکا است که در شهرستان پلوماس، کالیفرنیا واقع شده‌است. پکستون ۰٫۸۶۴ کیلومتر مربع مساحت و ۱۴ نفر جمعیت دارد و ۹۰۵ متر بالاتر از سطح دریا واقع شده‌است.